# Ganjikuppahalli, Holenarsipur
Ganjikuppahalli là một làng thuộc tehsil Hole Narsipur, huyện Hassan, bang Karnataka, Ấn Độ.